# Trouble in Texas
Trouble in Texas är en amerikansk westernfilm från 1937 i regi av Robert N. Bradbury. I huvudrollerna ses Tex Ritter och Rita Hayworth.

## Rollista i urval
- Tex Ritter - Tex Masters
- White Flash - Tex häst
- Rita Hayworth - Carmen Serano (som Rita Cansio)
- Yakima Canutt - Squint Palmer
- Charles King - Pinto
- Horace Murphy - Lucky
- Earl Dwire - Barker
- Tex Cooper - utropare på rodeo
- Hal Price - federal tjänsteman
- Glenn Strange - sheriff Middleton
- Jack C. Smith - bankir Bix
- The Texas Tornadoes - musiker